# Norville (Sekwana Nadmorska)
Norville – miejscowość i gmina we Francji, w regionie Normandia, w departamencie Sekwana Nadmorska. Przez miejscowość przepływa Sekwana. 
Według danych na rok 1990 gminę zamieszkiwało 827 osób, a gęstość zaludnienia wynosiła 71 osób/km² (wśród 1421 gmin Górnej Normandii Norville plasuje się na 290. miejscu pod względem liczby ludności, natomiast pod względem powierzchni na miejscu 263.).